# Эсс, Николя-Огюст
Николя-Огюст Эсс, также Гесс (фр. Nicolas-Auguste Hesse, родился 28 августа 1795 года в Париже — умер 14 июня 1869 года в Париже) — французский художник, график и карикатурист. Писал картины на исторические, мифологические и религиозные сюжеты, а также создавал портреты и витражи.

## Биография
Николя-Огюст Эсс в юности учился живописи у своего брата, Анри-Жозефа Эсса, а также у барона Антуана-Жана Гро. Он является родным дядей известного художника Александра Эсса.
В августе 1811 года Николя-Огюст поступил в Высшую школу изящных искусств в Париже. В 1818 году он получил Римскую премию за картину «Филемон и Бавкида, приютившие Зевса и Гермеса».
Первая выставка картин Эсса (в том числе полотна «Филемон и Бавкида, приютившие Зевса и Гермеса») прошла в Парижском салоне в 1824 году. Критики одобрительно отзывались о творчестве живописца, и вскоре он занял видное место среди самых известных художников своего времени. В 1827 году Эсс вновь был представлен в Парижском салоне, на этот раз с картиной «Основание Сорбонны в 1256 году». С тех пор полотно украшает церковь Сорбонны. В 1838 году он предъявил публике картины «Упокоение Христа» (ныне в соборе Перигё) и «Собрание Генеральных штатов 23 июня 1789 года» (музей Амьена).
Публика с восторгом приняла витражи Николя-Огюста Эсса, которые он рисовал по заказу клириков: «Смерть Адониса» (витраж для церкви Сен-Пьер-де-Шайо, 1843), «Утомлённая Богородица» (1845, находится в Люксембурге), «Иаков борется с ангелом» (Авраншский собор, 1851), «Умирающая Клития» (Музей Пикардии в Амьене, 1853).
В 1838 году Эсс получил медаль первого класса французской Академии изящных искусств. В 1840 году стал членом Академии. А в 1863 году он стал главой учреждения, сменив на этом посту Эжена Делакруа.
К уже перечисленным знаковым работам художника, которые были приобретены государством, следует добавить: «Поклонение пастухов» и «Обращение и мученичество святого Ипполита» (в Святой хижине). Кроме того, Эсс принимал участие в создании декора ряда памятников. В частности, это часовня в Сент-Элизабет и часовня Богородицы при храме Нотр-Дам-де-Бон-Нувель. По заказу церкви живописец делал витражи в церкви Нотр-Дам-де-Блан Пальто, церкви Сен-Пьер-де-Шайо (где он рисовал сердца и часть витражей), церковь Святого Евстахия, панели для базилики Святой Клотильды, декоративные росписи для старой мэрии Парижа, часовни Сен-Лоран в Сен-Жерве и аллегорические фигуры в церкви Святой Елизаветы Венгерской на улице Рю дю Тампль.

## Известные произведения
- «Собрание Генеральных штатов 23 июня 1789 года» (Амьен)
- «Первородный грех» (Дижон)
- «Аллегорическая фигура Республики» (Лизье)
- «Утомлённая богородица» (Париж, Лувр)
- «Голова старика» (Понтуаз)
- «Портрет скульптора Франсуа Жирардона» (Труа)
- «Первородный грех» (Музей изящных искусств, Бон)

## Галерея

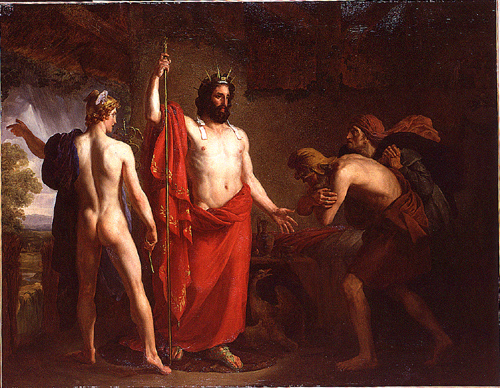
«Филемон и Бавкида, приютившие Зевса и Гермеса»
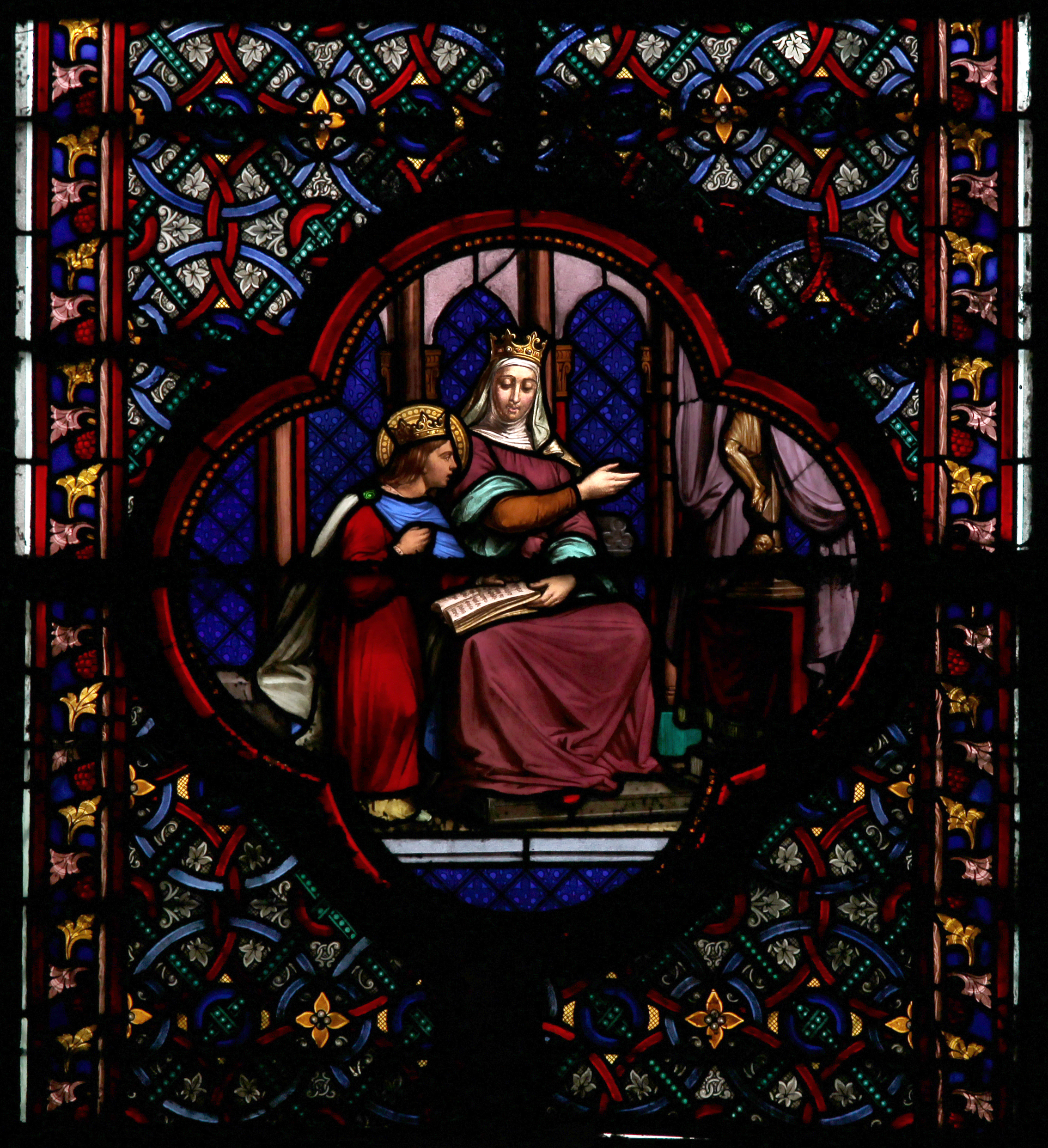
«Витраж Базилики Святой Клотильды»
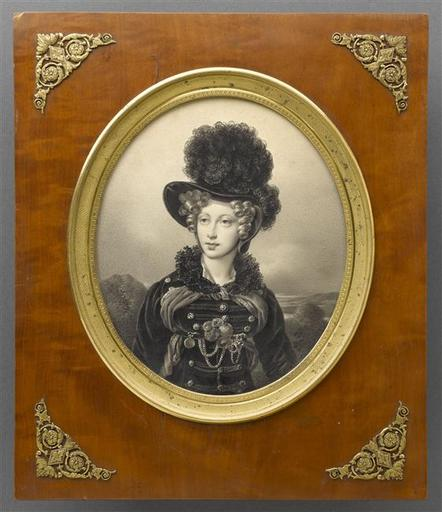
«Портрет Марии Каролины де Бурбон, герцогини Беррийской»